# 養老の滝

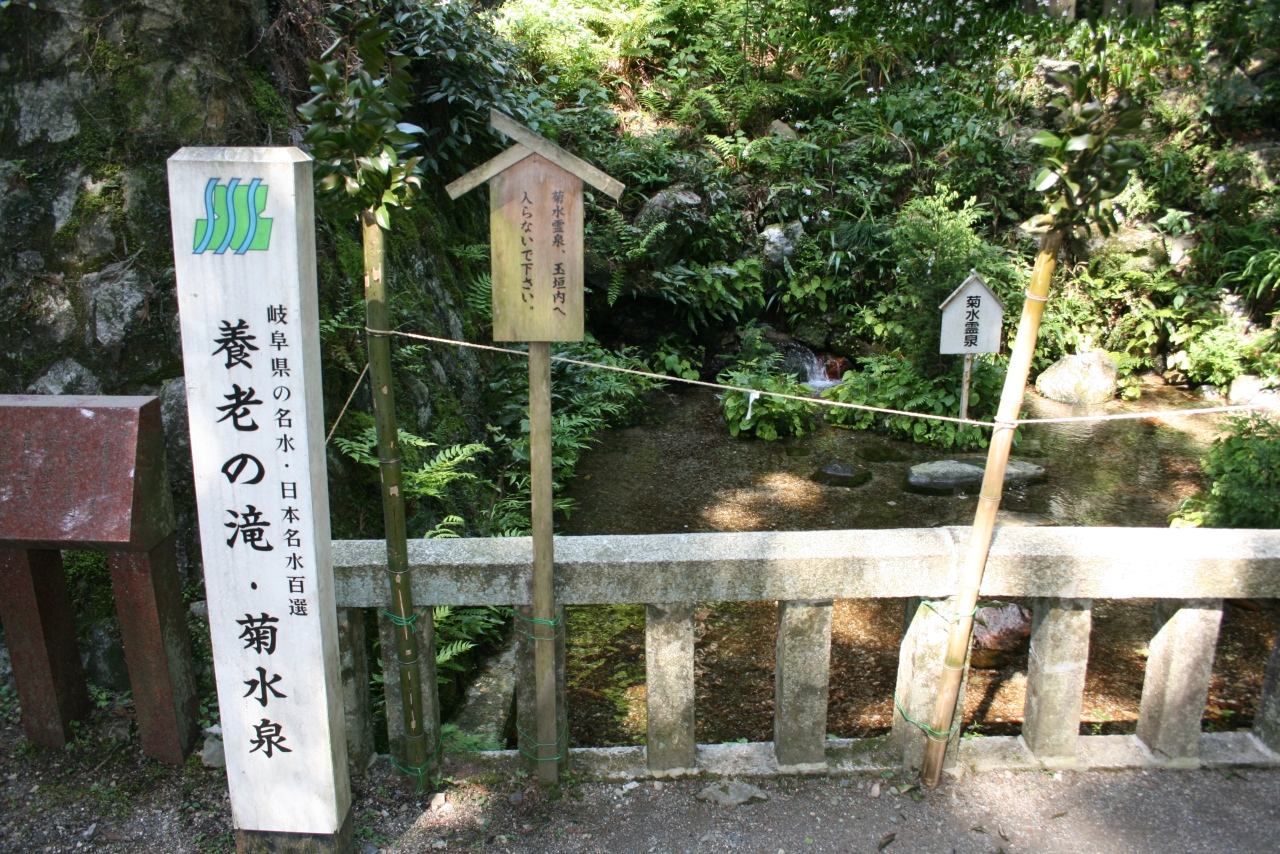
名水百選の菊水泉

養老の滝（ようろうのたき）は、岐阜県養老郡養老町にある木曽川水系に属する落差32m、幅4mの滝である。岐阜県により設置された養老公園内にあり、揖斐関ヶ原養老国定公園に属する。

## 概要
日本の滝百選及び養老の滝・菊水泉として名水百選に選定されている滝である。また、菊水泉にも伝わる古今著聞集に記載されている、滝の水が酒になったという親孝行の伝説「養老孝子伝説」など故事がある。
この地を行幸した元正天皇は「醴泉は、美泉なり。もって老を養うべし。蓋し水の精なればなり。天下に大赦して、霊亀三年を改め養老元年と成すべし」との詔を出し「養老」に改元した。
養老の名水を使って製造される養老サイダーは、会社と工場が養老公園内にあったが、施設の老朽化や作業員の高齢化、後継者不在などの理由により、2000年（平成12年）12月に製造を中止していた。その後、有志の発案から、現在では製造会社が異なるものの「養老サイダー」として復刻されている。

## 地理

### 河川
滝は滝谷の上流部にある。この川は津屋川に合流し、海津市で揖斐川と合流し伊勢湾に流れる。

### 交通・アクセス
最寄りの駅は下部の養老鉄道養老線の養老駅である。養老の滝から麓の主要地方道岐阜県道56号南濃関ケ原線・岐阜県道96号大垣養老公園線までが養老公園として整備されている。公園内にある駐車場から滝までは急な坂道を約800m歩く必要がある。養老駅から滝までは約4kmの距離がある。駐車場と滝の中間地点付近から滝近くまでは、観光リフトの利用が可能であったが現在は老朽化のため休止している。また、滝の上部にも駐車場がある。

### ハイキング
養老公園内を東海自然歩道が整備されていて、この滝と共に春には桜、秋には紅葉の観光スポットとなっている。養老山の登山口がこの滝の上にあり、登山道が少し上流の滝谷を横切っている。養老山、笙ヶ岳及び東海自然歩道をハイキングする際に、滝へも足を運ぶハイカーが多い。

## 関連画像

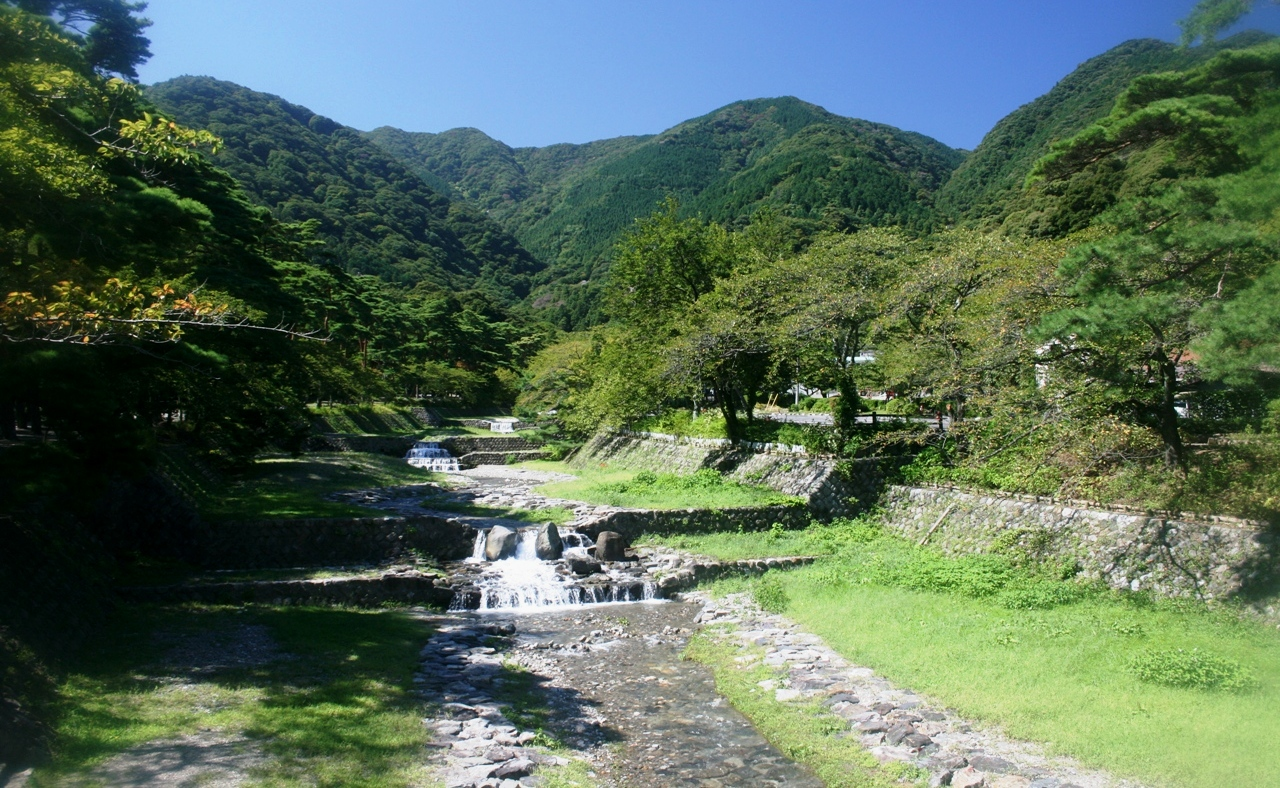
養老公園内を流れる滝谷
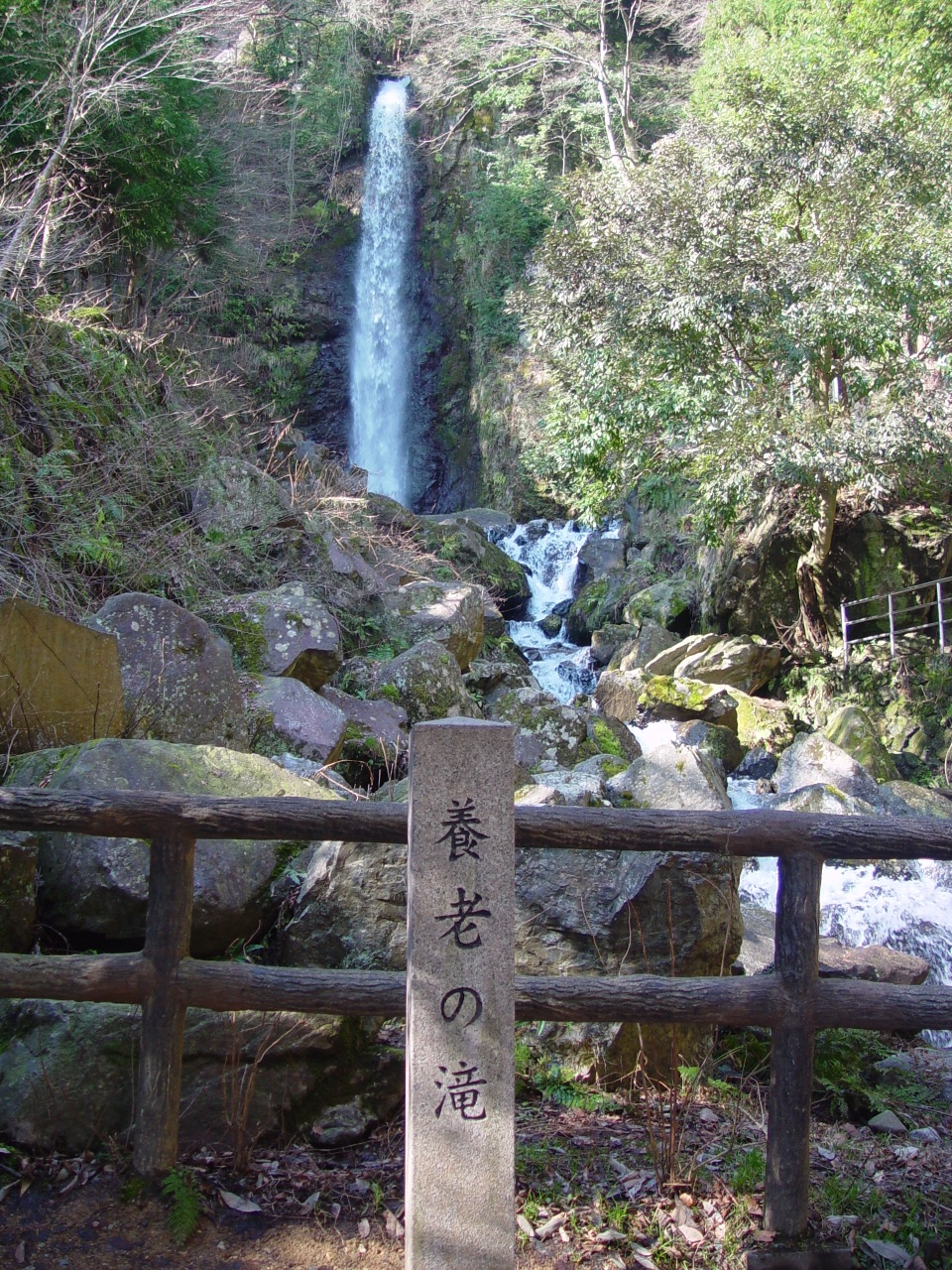
養老の滝
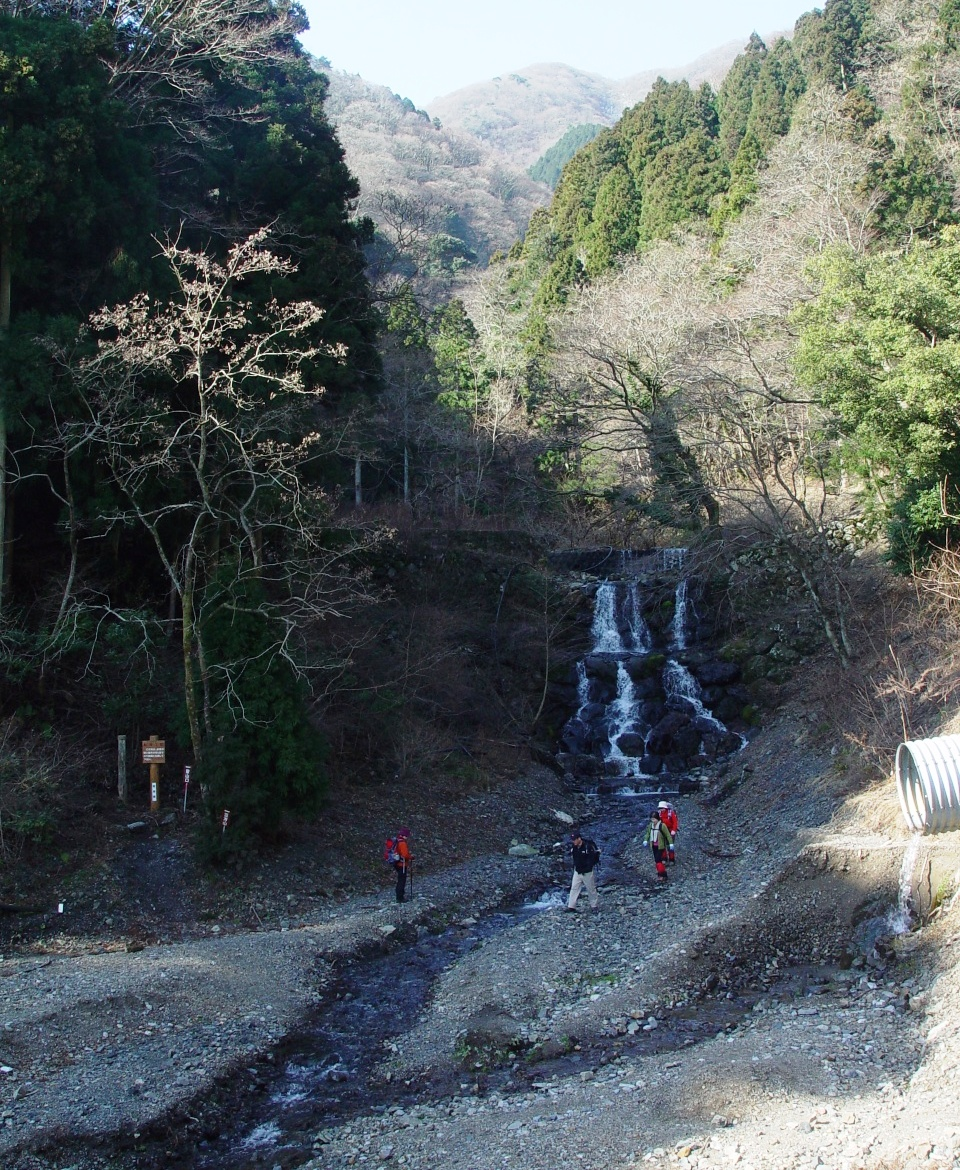
砂防堰堤を横切る養老山の登山道
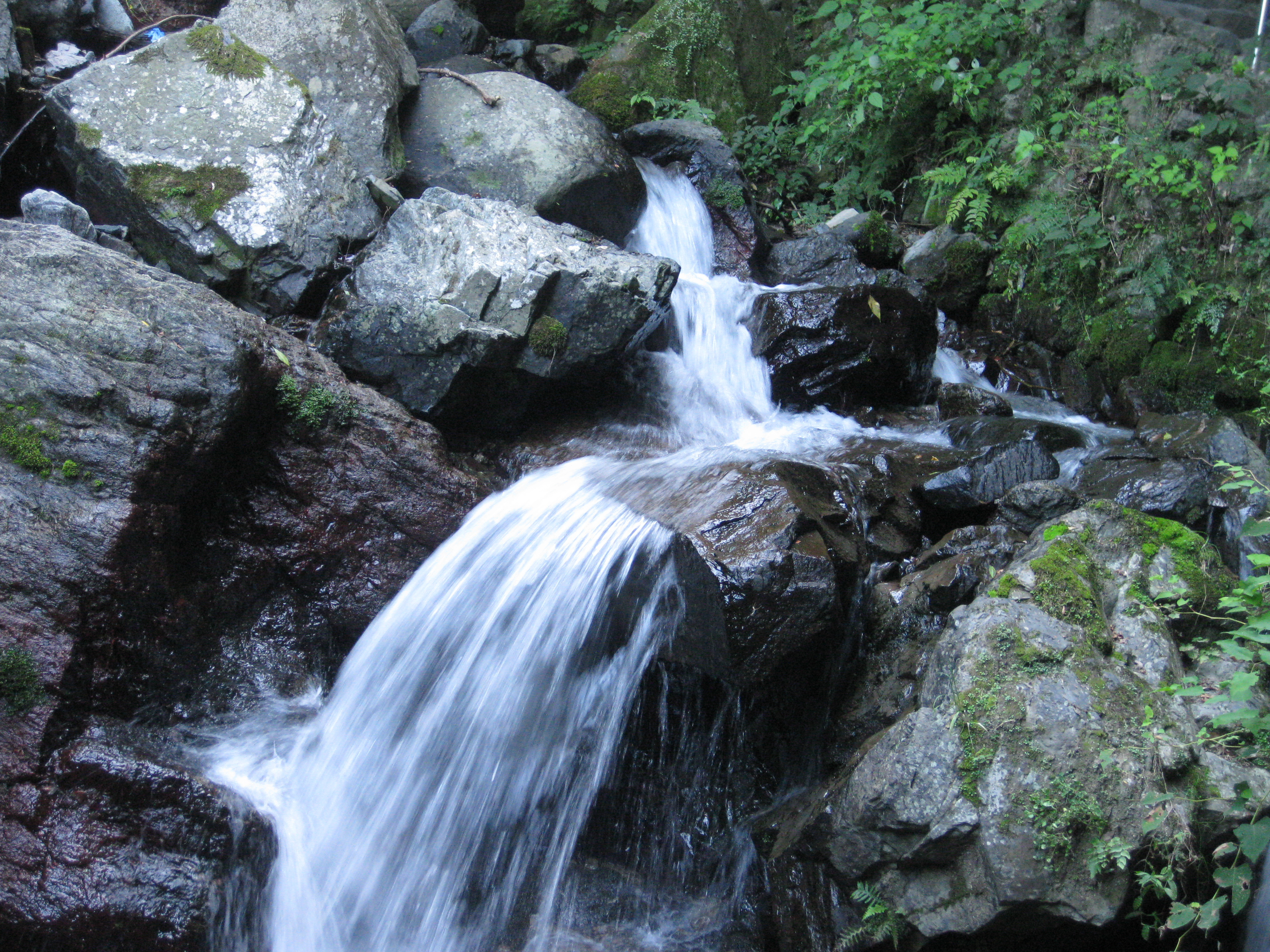
渓流の風景
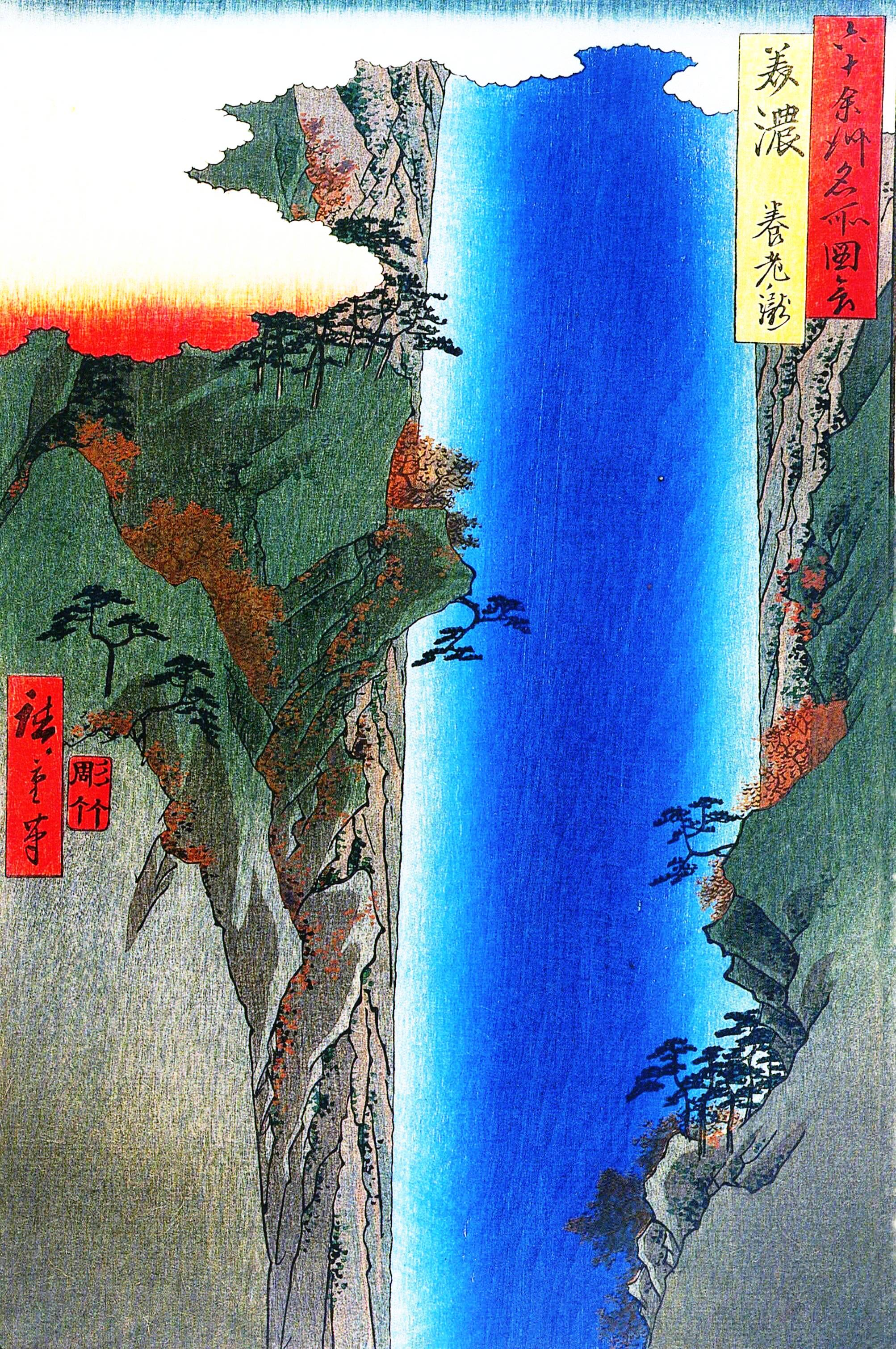
歌川広重が描いた養老の滝
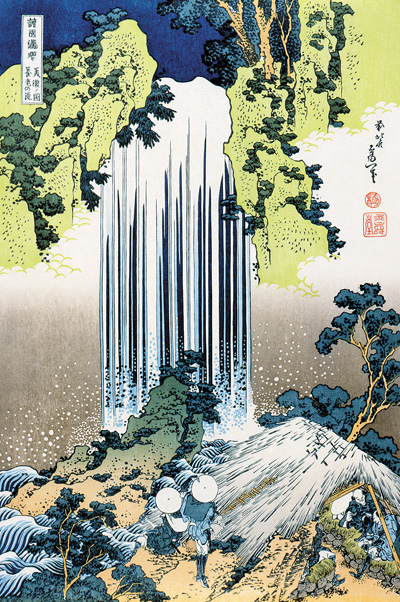
葛飾北斎が描いた養老の滝